# Asterionella
Asterionella ist eine Gattung der Kieselalgen (Bacillariophyta) mit etwa 10 Arten, die in Süß- und Meerwasser vorkommen.

## Merkmale
Die Vertreter sind schlanke, stäbchenförmige Algen, die zu den Enden hin verdickt sind. Sie besitzen mehrere kleine Plastiden, die durch Fucoxanthin goldbraun gefärbt sind. Die Zellen sind zu sternförmigen, an einer Seite offenen Kolonien vereint. Sie besitzen die für Kieselalgen typischen zweiteiligen Kieselschalen. In Seitenansicht erscheint diese rechteckig, in Schalenansicht linear mit angeschwollenen Enden. Die Schalen bleiben nach der Zellteilung mit einer Gallerte miteinander verbunden und bilden so die Kolonien. Die Zellen sind daher auch immer in Seitenansicht zu sehen. Die Einzelzellen sind zwischen 20 und 160 Mikrometer groß.
Die ungeschlechtliche Fortpflanzung erfolgt durch die typische Zweiteilung der Kieselalgen mit einhergehender Zellverkleinerung. Eine weitere Möglichkeit ist das Zerbrechen der Kolonien. Die geschlechtliche Fortpflanzung ist von Asterionella nicht bekannt. Beschrieben wurde die Bildung von Dauerzellen direkt aus vegetativen Zellen. Dies ermöglicht die Zellvergrößerung.

## Vorkommen und Ökologie
Asterionella ist ein Bestandteil des Phytoplanktons. Besonders im Frühling gibt es größere Vorkommen. Sie werden häufig von Chytridiomycetes parasitiert, die Kolonien sind dann leer und haben bläschenförmige Anhängsel.
Durch das Massenauftreten in Talsperren und anderen Wasserreservoiren kann Asterionella zum Verstopfen der Filteranlagen führen.

## Belege
- Karl-Heinz Linne von Berg, Michael Melkonian u. a.: Der Kosmos-Algenführer. Die wichtigsten Süßwasseralgen im Mikroskop. Kosmos, Stuttgart 2004, ISBN 3-440-09719-6, S. 236.